# Kasr as-Sirr
Kasr as-Sirr (arab. قصر السر; hebr. קסר א-סיר) – wieś w Izraelu, w Dystrykcie Południowym, w samorządzie regionu Abu Basma.
Leży w centralnej części pustyni Negew.

## Historia
Wioskę założono 29 września 2003 w ramach rządowego planu budowy ośmiu nowych wiosek beduińskich.